# Farida Osman
Farida Hisham Osman (arab. ‏فريدة هشام عثمان‎; ur. 18 stycznia 1995 w Indianapolis) – egipska pływaczka specjalizująca się w stylu dowolnym i motylkowym, brązowa medalistka mistrzostw świata i wielokrotna rekordzistka Afryki.

## Kariera pływacka
W wieku czternastu lat wystąpiła na rozgrywanych w Rzymie mistrzostwach świata. Występowała w czterech konkurencjach (50 i 100 m stylem dowolnym oraz 50 i 100 m stylem motylkowym), jednak wszystkie starty zakończyła w fazie eliminacji. W 2010 roku uczestniczyła w pływackich mistrzostwach Afryki, zdobywając na nich sześć medali, w tym tytuł mistrzowski w konkurencji 50 m stylem motylkowym.
W 2012 roku na igrzyskach olimpijskich w Londynie w konkurencji 50 m stylem dowolnym z czasem 26,34 zajęła 41. miejsce.
Rok później, podczas mistrzostw świata w Barcelonie w półfinale 50 m stylem motylkowym czasem 26,12 ustanowiła nowy rekord Afryki i zakwalifikowała się do finału, w którym zajęła siódme miejsce (26,17). Na dystansie dwukrotnie dłuższym uzyskała wynik 59,85 s i uplasowała się na 24. pozycji. Była uczestniczką rozgrywanych w Mersin igrzysk śródziemnomorskich, na nich wywalczyła tytuł mistrzyni w konkurencji 50 m stylem motylkowym.
Na mistrzostwach świata w Kazaniu W 2015 roku była piąta na 50 m stylem motylkowym, dwukrotnie poprawiając rekord kontynentu. W półfinale uzyskała czas 25,88, a w finale 25,78. W konkurencji 100 m stylem motylkowym ustanowiła w eliminacjach rekord Egiptu (58,48) i została zakwalifikowana do dogrywki o udział w półfinale, w której przegrała, ale po raz kolejny poprawiła rekord swojego kraju, uzyskawszy czas 58,22. Na dystansie 50 m stylem dowolnym zajęła 19. miejsce (25,22). 
W 2016 roku podczas igrzysk olimpijskich w Rio de Janeiro w eliminacjach 100 m stylem motylkowym czasem 57,83 pobiła rekord Afryki i zakwalifikowała się do półfinału, w którym z wynikiem 58,26 uplasowała się na 11. pozycji. W konkurencji 50 m stylem dowolnym ustanowiła rekord kontynentu (24,91) i zajęła 18. miejsce ex aequo z Chinką Liu Xiang oraz Kanadyjką Michelle Williams.
Rok później, na mistrzostwach świata w Budapeszcie na dystansie 50 m stylem motylkowym zdobyła brązowy medal, czasem 25,39 poprawiając po raz trzeci w ciągu dwóch dni rekord Afryki. Osman została tym samym pierwszą w historii reprezentantką Egiptu, która wywalczyła medal mistrzostw świata w pływaniu. W eliminacjach 50 m stylem dowolnym pobiła rekord kontynentalny (24,78) i zakwalifikowała się do półfinału, w którym ponownie ustanowiła rekord Afryki, uzyskawszy czas 24,62. Ostatecznie zajęła w tej konkurencji dziewiąte miejsce. Na 100 m stylem motylkowym z wynikiem 58,67 uplasowała się na 17. pozycji.
W 2018 roku zdobyła kolejnych pięć złotych medali mistrzostw Afryki – indywidualnie w konkurencjach 50 m stylem dowolnym oraz 50 i 100 m stylem motylkowym, w sztafecie zaś w konkurencjach 4 x 100 m stylem dowolnym i stylem zmiennym (w mikście). Zdobyła również dwa złote medale igrzysk śródziemnomorskich rozgrywanych w hiszpańskiej Tarragonie, w konkurencjach 50 m stylem zarówno dowolnym, jak i motylkowym. Brała udział w igrzyskach afrykańskich w Rabacie, na których zdobyła siedem medali, w tym tytuł mistrzowski w konkurencji 100 m stylem motylkowym.
W swym trzecim występie olimpijskim, który miał miejsce w Tokio, zajęła 24. miejsce w konkurencji 50 m stylem dowolnym (z czasem 25,13), 33. miejsce w konkurencji 100 m tym samym stylem (z czasem 55,74) oraz 20. miejsce w konkurencji 100 m stylem motylkowym.